# Lijst van planetoïden 38201-38300
Dit is een lijst van planetoïden 38201-38300. Voor de volledige lijst zie de lijst van planetoïden.
| Naam                 | Voorlopige naamgeving | Datum ontdekking  | Ontdekker               |
| -------------------- | --------------------- | ----------------- | ----------------------- |
| (38201) -            | 1999 LF27             | 9 juni 1999       | LINEAR                  |
| (38202) -            | 1999 LM33             | 10 juni 1999      | NEAT                    |
| (38203) Sanner       | 1999 MJ               | 19 juni 1999      | J. Medkeff, D. Healy    |
| (38204) -            | 1999 MT               | 16 juni 1999      | K. Korlević             |
| (38205) -            | 1999 MH1              | 20 juni 1999      | LONEOS                  |
| (38206) -            | 1999 ML1              | 20 juni 1999      | LONEOS                  |
| (38207) -            | 1999 MM1              | 20 juni 1999      | LONEOS                  |
| (38208) -            | 1999 MO1              | 20 juni 1999      | LONEOS                  |
| (38209) -            | 1999 NE               | 4 juli 1999       | F. B. Zoltowski         |
| (38210) -            | 1999 NP4              | 13 juli 1999      | J. Broughton            |
| (38211) -            | 1999 NV4              | 12 juli 1999      | K. Korlević             |
| (38212) -            | 1999 NM5              | 13 juli 1999      | LINEAR                  |
| (38213) -            | 1999 NU6              | 13 juli 1999      | LINEAR                  |
| (38214) -            | 1999 NA8              | 13 juli 1999      | LINEAR                  |
| (38215) -            | 1999 NX9              | 13 juli 1999      | LINEAR                  |
| (38216) -            | 1999 NP10             | 13 juli 1999      | LINEAR                  |
| (38217) -            | 1999 NB12             | 13 juli 1999      | LINEAR                  |
| (38218) -            | 1999 NY13             | 14 juli 1999      | LINEAR                  |
| (38219) -            | 1999 NW19             | 14 juli 1999      | LINEAR                  |
| (38220) -            | 1999 NV23             | 14 juli 1999      | LINEAR                  |
| (38221) -            | 1999 NB28             | 14 juli 1999      | LINEAR                  |
| (38222) -            | 1999 NP31             | 14 juli 1999      | LINEAR                  |
| (38223) -            | 1999 NG38             | 14 juli 1999      | LINEAR                  |
| (38224) -            | 1999 NC41             | 14 juli 1999      | LINEAR                  |
| (38225) -            | 1999 NT48             | 13 juli 1999      | LINEAR                  |
| (38226) -            | 1999 NG50             | 13 juli 1999      | LINEAR                  |
| (38227) -            | 1999 NJ50             | 13 juli 1999      | LINEAR                  |
| (38228) -            | 1999 NH52             | 12 juli 1999      | LINEAR                  |
| (38229) -            | 1999 NG53             | 12 juli 1999      | LINEAR                  |
| (38230) -            | 1999 NP53             | 12 juli 1999      | LINEAR                  |
| (38231) -            | 1999 NF54             | 12 juli 1999      | LINEAR                  |
| (38232) -            | 1999 NW55             | 12 juli 1999      | LINEAR                  |
| (38233) -            | 1999 NS57             | 13 juli 1999      | LINEAR                  |
| (38234) -            | 1999 NA59             | 13 juli 1999      | LINEAR                  |
| (38235) -            | 1999 NJ63             | 14 juli 1999      | LINEAR                  |
| (38236) -            | 1999 NC64             | 14 juli 1999      | LINEAR                  |
| (38237) Roche        | 1999 OF               | 16 juli 1999      | Pises                   |
| (38238) -            | 1999 OW               | 18 juli 1999      | Š. Gajdoš, D. Kalmančok |
| (38239) -            | 1999 OR3              | 27 juli 1999      | LINEAR                  |
| (38240) -            | 1999 PB1              | 8 augustus 1999   | L. Šarounová            |
| (38241) -            | 1999 PU1              | 9 augustus 1999   | J. Broughton            |
| (38242) -            | 1999 PB2              | 10 augustus 1999  | J. Broughton            |
| (38243) -            | 1999 PB4              | 13 augustus 1999  | J. Broughton            |
| (38244) -            | 1999 PD4              | 13 augustus 1999  | J. Broughton            |
| (38245) Marcospontes | 1999 PF4              | 12 augustus 1999  | C. Jacques, L. Duczmal  |
| (38246) -            | 1999 PL4              | 14 augustus 1999  | J. Tichá, M. Tichý      |
| (38247) -            | 1999 QE               | 18 augustus 1999  | S. Donati               |
| (38248) -            | 1999 QX               | 17 augustus 1999  | Spacewatch              |
| (38249) -            | 1999 QJ2              | 24 augustus 1999  | G. Bell                 |
| (38250) Tartois      | 1999 QS2              | 31 augustus 1999  | R. Roy                  |
| (38251) -            | 1999 RY               | 4 september 1999  | CSS                     |
| (38252) -            | 1999 RM6              | 3 september 1999  | Spacewatch              |
| (38253) -            | 1999 RM9              | 4 september 1999  | Spacewatch              |
| (38254) -            | 1999 RV9              | 6 september 1999  | Spacewatch              |
| (38255) -            | 1999 RH10             | 7 september 1999  | LINEAR                  |
| (38256) -            | 1999 RH12             | 7 september 1999  | LINEAR                  |
| (38257) -            | 1999 RC13             | 7 september 1999  | LINEAR                  |
| (38258) -            | 1999 RD14             | 7 september 1999  | LINEAR                  |
| (38259) -            | 1999 RR14             | 7 september 1999  | LINEAR                  |
| (38260) -            | 1999 RK15             | 7 september 1999  | LINEAR                  |
| (38261) -            | 1999 RY16             | 7 september 1999  | LINEAR                  |
| (38262) -            | 1999 RB20             | 7 september 1999  | LINEAR                  |
| (38263) -            | 1999 RC20             | 7 september 1999  | LINEAR                  |
| (38264) -            | 1999 RC22             | 7 september 1999  | LINEAR                  |
| (38265) -            | 1999 RT22             | 7 september 1999  | LINEAR                  |
| (38266) -            | 1999 RH23             | 7 september 1999  | LINEAR                  |
| (38267) -            | 1999 RB26             | 7 september 1999  | LINEAR                  |
| (38268) Zenkert      | 1999 RV32             | 9 september 1999  | A. Knöfel               |
| (38269) Gueymard     | 1999 RN33             | 10 september 1999 | W. G. Dillon, K. Rivich |
| (38270) -            | 1999 RJ35             | 11 september 1999 | Starkenburg             |
| (38271) -            | 1999 RW35             | 12 september 1999 | M. Wolf, P. Pravec      |
| (38272) -            | 1999 RW41             | 13 september 1999 | K. Korlević             |
| (38273) -            | 1999 RN42             | 14 september 1999 | K. Korlević             |
| (38274) -            | 1999 RR44             | 14 september 1999 | K. Korlević             |
| (38275) -            | 1999 RH48             | 7 september 1999  | LINEAR                  |
| (38276) -            | 1999 RH49             | 7 september 1999  | LINEAR                  |
| (38277) -            | 1999 RP49             | 7 september 1999  | LINEAR                  |
| (38278) -            | 1999 RD51             | 7 september 1999  | LINEAR                  |
| (38279) -            | 1999 RU51             | 7 september 1999  | LINEAR                  |
| (38280) -            | 1999 RO52             | 7 september 1999  | LINEAR                  |
| (38281) -            | 1999 RP52             | 7 september 1999  | LINEAR                  |
| (38282) -            | 1999 RM56             | 7 september 1999  | LINEAR                  |
| (38283) -            | 1999 RK59             | 7 september 1999  | LINEAR                  |
| (38284) -            | 1999 RD60             | 7 september 1999  | LINEAR                  |
| (38285) -            | 1999 RS61             | 7 september 1999  | LINEAR                  |
| (38286) -            | 1999 RP62             | 7 september 1999  | LINEAR                  |
| (38287) -            | 1999 RQ64             | 7 september 1999  | LINEAR                  |
| (38288) -            | 1999 RZ68             | 7 september 1999  | LINEAR                  |
| (38289) -            | 1999 RM70             | 7 september 1999  | LINEAR                  |
| (38290) -            | 1999 RY71             | 7 september 1999  | LINEAR                  |
| (38291) -            | 1999 RG74             | 7 september 1999  | LINEAR                  |
| (38292) -            | 1999 RA77             | 7 september 1999  | LINEAR                  |
| (38293) -            | 1999 RK85             | 7 september 1999  | LINEAR                  |
| (38294) -            | 1999 RM85             | 7 september 1999  | LINEAR                  |
| (38295) -            | 1999 RA87             | 7 september 1999  | LINEAR                  |
| (38296) -            | 1999 RD87             | 7 september 1999  | LINEAR                  |
| (38297) -            | 1999 RE87             | 7 september 1999  | LINEAR                  |
| (38298) -            | 1999 RD88             | 7 september 1999  | LINEAR                  |
| (38299) -            | 1999 RK88             | 7 september 1999  | LINEAR                  |
| (38300) -            | 1999 RF90             | 7 september 1999  | LINEAR                  |